# Ravshan Haydarov
Ravshan Akmalovich Haydarov, uzb. cyr. Равшан Акмалович Ҳайдаров, ros. Равшан Акмалович Хайдаров, Rawszan Akmałowicz Chajdarow (ur. 15 lipca 1961 w Taszkencie, Uzbecka SRR) – uzbecki piłkarz, grający na pozycji napastnika lub pomocnika, trener piłkarski.

## Kariera piłkarska
W 1978 rozpoczął karierę piłkarską w miejscowej drużynie Start Taszkent. W następnym roku przeszedł do Shahrixonchi Shahrixon. W 1980 został zaproszony do Paxtakoru Taszkent, ale grał jedynie w zespole rezerw i potem odszedł do Dinama Samarkanda. W 1984 został piłkarzem FK Xiva. W 1987 bronił barw klubu Tselinnik Toʻrtkoʻl. W 1988 zasilił skład Jayxun Urgencz. W 1990 przeniósł się do Traktoru Taszkent, w którym zakończył karierę piłkarza w roku 1995.

## Kariera trenerska
Po zakończeniu kariery piłkarza rozpoczął pracę szkoleniowca. Najpierw pomagał trenować Traktor Taszkent, a w 1997 stał na czele Traktoru. W 2002 został mianowany na stanowisko głównego trenera Paxtakoru Taszkent. Również w styczniu 2002 został zaproszony na stanowisko selekcjonera narodowej reprezentacji Uzbekistanu, którą kierował z dwumiesięczną przerwą do 24 lipca 2005. Zespół pod jego kierownictwem rozegrał 25 gier. W 2006 powrócił do sztabu szkoleniowego Paxtakoru Taszkent. Do 22 października 2008 stał na czele klubu, a potem pomagał trenować Paxtakor. Od 4 maja 2010 ponownie prowadził Paxtakor. 27 września 2011 podał się do dymisji. W styczniu 2012 roku został zaproszony do sztabu szkoleniowego klubu Qizilqum Zarafshon, z którym pracował do kwietnia 2013. Od 6 maja 2013 do 23 czerwca 2014 prowadził Dinamo Samarkanda. Od 24 czerwca 2014 szkoli młodzieżową reprezentację Uzbekistanu.

## Sukcesy i odznaczenia

### Sukcesy trenerskie
Paxtakor Taszkent
- mistrz Uzbekistanu: 2006, 2007
- zdobywca Pucharu Uzbekistanu: 2006, 2007

### Sukcesy indywidualne
- najlepszy trener roku w Uzbekistanie (nr 2): 2005, 2007